# Día Mundial de la Radio
El Día Mundial de la Radio es una jornada que se celebra anualmente el 13 de febrero desde 2012 establecida por la Asamblea General de las Naciones Unidas ese mismo año.

## Proclamación
El Día Mundial de la Radio fue proclamado por la Asamblea General de las Naciones Unidas el 18 de diciembre de 2012, siguiendo la resolución aprobada por la Conferencia General de la UNESCO en su 36.ª reunión. Esta decisión se basó en la importancia de la radio como medio de comunicación, educación y unión entre pueblos y culturas. La iniciativa para establecer este día partió de Jorge Álvarez, presidente de la Academia Española de la Radio, quien en enero de 2008 propuso la celebración al director general de la UNESCO, Koichirō Matsuura. La propuesta fue formalmente aceptada en noviembre de 2011, gracias a la iniciativa del Gobierno de España y a través de su embajador permanente, Ion de la Riva. En 2012, la Academia Española de la Radio creó el Comité Internacional del Día Mundial de la Radio para fomentar las celebraciones anuales.

## Celebración
Se celebra anualmente el 13 de febrero, conmemorando la fecha de establecimiento de la Radio de las Naciones Unidas en 1946. Este día se seleccionó para reconocer el papel de la radio en la difusión de información, el entretenimiento y la educación a nivel mundial, así como su contribución a la paz y el entendimiento entre naciones. Esta fecha fue elegida específicamente para subrayar la contribución única de la radio en unir a las personas alrededor del globo.
La jornada enfatiza la importancia de la radio en promover la cooperación internacional entre las emisoras y en el avance del acceso a la información y la libertad de expresión. Los objetivos específicos incluyen la sensibilización sobre el valor de la radio como servicio público, el apoyo a una radio libre, independiente y pluralista, y el fortalecimiento de la cooperación internacional entre las emisoras de radio.
Según los organizadores, la radio se caracteriza por su accesibilidad, siendo fundamental para alcanzar comunidades remotas o marginadas y apreciada por su capacidad de proveer compañía e información de manera inmediata. En situaciones de emergencia, se establece como un medio indispensable para el acceso a información fiable. La evolución hacia formatos digitales, tales como la radio visual, plataformas multiplataformas, podcasts y series de audio, ha incrementado su alcance y versatilidad, ofreciendo a los oyentes mayor libertad en cuanto a la selección de contenido y el momento de consumo.

## Temas
- 2012: Día Mundial de la Radio.[8]
- 2013: La radio en la primera mitad del siglo XX.[9]
- 2014: Igualdad de género en la radio.[10][11]
- 2015: Jóvenes y radio.[12][13]
- 2016: La radio en tiempos de desastre y emergencia.[14][15]
- 2017: La radio eres tú.[16][15]
- 2018: Radio y deportes.[17]
- 2019: Diálogo, tolerancia y paz.[18]
- 2020: Diversidad.[19]
- 2021: Nuevo mundo, nueva radio.[20][21]
- 2022: La Radio y la Confianza.[22]
- 2023: Radio y paz.[23][24]
- 2024: La Radio: Un siglo informando, entreteniendo y educando.[25]
- 2025: Radio y cambio climático.[26]